# Carovigno
Carovigno is een gemeente in de Italiaanse provincie Brindisi (regio Apulië) en telt ruim 17.000 inwoners (31-12-2018). De oppervlakte bedraagt 105,5 km², de bevolkingsdichtheid is 162 inwoners per km².
De volgende frazioni maken deel uit van de gemeente: Pantanagianni

## Demografie
Het aantal inwoners van Carovigno steeg in de periode 1991 tot en met 2018 met 17,1% volgens ISTAT.
| Jaar | Inwoneraantal |
| ---- | ------------- |
| 1991 | 14.586        |
| 2001 | 14.960        |
| 2004 | 15.514        |
| 2013 | 16.508        |
| 2017 | 17.120        |
| 2018 | 17.076        |

## Geografie
Carovigno grenst aan de volgende gemeenten: Brindisi, Ostuni, San Vito dei Normanni.

## Stedenbanden
- Korfoe (Griekenland)